# Цветаев, Анатолий Васильевич
Анатолий Васильевич Цветаев (1903—1980) — советский и русский энтомолог, лепидоптеролог и коллекционер, путешественник, член Русского энтомологического общества, член Московского общества испытателей природы. Собрал крупнейшую на территории СССР частную энтомологическую коллекцию бабочек, насчитывавшую 84 тысячи экземпляров, относящихся к более чем 5 тысячам видов.

## Биография
Родился в семье молодого сельского священника в Рязанской губернии, (сейчас данная территория относится к Московской области). Семья жила бедно, и Цветаев не смог поступить в Московский университет, о чём он мечтал с детства.
Получил инженерное образование и всю жизнь проработал на должности главного инженера фабрики учебных пособий «Природа и школа», которая выпускала школьные учебные коллекции по биологии и энтомологии и другие пособия для школьных естественно-научных кабинетов. Фабрика находилась в Москве в Сокольниках. Работа на данной должности позволяла Цветаеву ездить в командировки для сбора насекомых, включая бабочек.
Жил Цветаев в посёлке Перловка Мытищинского района Московской области в деревянном двухэтажном доме, первый этаж которого принадлежал ему. В 1978 году Цветаеву выделили в Перловке небольшую квартиру в новом доме, куда он переехал сам и перевез свою коллекцию бабочек и книг.
Умер в 1980 году.

## Увлечение чешуекрылыми
Бабочками Цветаев увлекся с 11-летнего возраста под влиянием учителя в селе Никиткине Егорьевского уезда, и до конца своей жизни не потерял интереса к их изучению и коллекционированию.
Начиная с 1930-х годов, почти ежегодно, он выезжал в экспедиции за бабочками, проводил их сборы в различных районах бывшего СССР, в том числе в отдаленные и трудно доступные места (Чукотка, юг Дальнего Востока, Кольский полуостров, горы Средней Азии, Памир, Закавказье и др.).
Так описал внешность Цветаева во время экспедиций за бабочками геоботаник Окмир Егишевич Агаханянц: 

…Маленького роста, щуплого сложения, седой с сухим морщинистым лицом, голубыми выцветшими глазами и вечно обгоревшим носом, в бумажных брюках и крепких ботинках на резине, в белой кепочке, ставшей серой от пыли, с вечной бамбуковой палкой, на которую он и палатку свою ставил, и сачок привинчивал, и опирался на ходу как на альпеншток. Глядя на его невзрачную фигурку, трудно было поверить, что он обошел пешком тундру и тайгу, Дальний Восток и Кавказ, горы и пустыни Средней Азии, Русскую равнину, Карпаты и Урал и что жизнь его вся без остатка была посвящена одному — единственному делу — сбору и изучению бабочек Палеарктики, не какой-то её части, а всей Палеарктики, то есть внетропической части старого света — от Северной Африки и западной Европы до Японии и от тундры до иранского нагорья и Гималаев.— Агаханянц, 1987
На протяжении долгих лет Цветаев предпринимал попытки найти на Памире аполлона Автократора (Parnassius autocrator), который на то время был известен по единичным экземплярам. В 1973 году он отправился на Ванч, чтобы найти данный вид бабочек. Приезд исследователя совпал с тем, что Ледник Медвежий в верховьях Ванча двинулся вниз, перегородив собой реку и образовав озеро. Скопившаяся вода затем хлынула в долину Ванча, уничтожив мосты и дороги. Попасть в верховья реки стало невозможным. Цветаев все же добрался до Каштиги, но найти автократора ему не удалось. Дальнейшие попытки найти его также не увенчались успехом. Позже этот вид нашли другие русские энтомологи. Сам Цветаев при поисках этой бабочки нашел много других редких и новых видов чешуекрылых.
Среди московских лепидоптерологов Цветаев пользовался авторитетом как знаток чешуекрылых (преимущественно Rhopalocera). Вокруг Цветаева со временем сформировался своеобразный круг коллег, учеников и последователей, среди которых были А. П. Кузякин, В. А. Гансон, В. С. Мурзин, В. Г. Грачёв, Н. Н. Кондаков, Г. Д. Самодуров и другие.

## Коллекция чешуекрылых
На протяжении почти 70 лет Цветаев собирал энтомологическую коллекцию чешуекрылых (бабочек), которая в итоге стала крупнейшей частной коллекцией бабочек Палеарктического биогеографического подцарства на территории СССР. Коллекция Цветаева насчитывает 84 тысячи экземпляров, относящихся к более чем 5 тысячам видам бабочек и содержит типы более 60 таксонов (общим числом около 300 экземпляров), включая около 10 голотипов, целый ряд паратипов. Помимо бабочек с территории СССР коллекция включает материал по видам Европы, Азии, Северной Америки и Северной Африки. Коллекция отличается высоким качеством монтировки и оформления материала.
Отечественные и зарубежные энтомологи и любители-коллекционеры приезжали домой к Цветаеву, чтобы поработать с его коллекцией. Сведения об экземплярах коллекции Цветаева упоминаются во многих научных публикациях по чешуекрылым, включая зарубежные. С коллекцией и сейчас постоянно ведется научная работа, и на базе ревизии материала выявляются новые таксоны бабочек.
Часть сборов Цветаева (обменный материал) находится в коллекции О. Грачева (ныне хранится в зоомузее МГУ), А. П. Кузякина (Дарвиновский музей в Москве), а также в коллекции В. А. Гансона, В. С. Мурзина, А. В. Некрасова, Г. Д. Самодурова и других частных коллекциях и собраниях.
После смерти Цветаева его коллекция поступила в Зоологический музей МГУ по завещанию её создателя. Московский университет смог частично компенсировать семье Цветаева его затраты на энтомологические булавки и коробки. Сейчас коллекция хранится в фондах музея. Куратором коллекции является Андрей Валентинович Свиридов.

## Книги
Наряду с бабочками Цветаев всю жизнь собирал книги: образцы мировой прозы и поэзии, справочники, специальную литературу, определители и журналы по энтомологии на различных языках, географические обзоры.

## Научные публикации
- 1971 — Два новых вида пядениц (Lepidoptera, Geometridae) из Туркмении // Энтомологическое обозрение, том 50 (3): 661—663.
- 1972 — Список бабочек Репетекского заповедника // Опыт изучения и освоения Восточных Каракумов.- Ашхабад.